# Eucriotettix maculatus
Eucriotettix maculatus är en insektsart som först beskrevs av Kirby, W.F. 1914.  Eucriotettix maculatus ingår i släktet Eucriotettix och familjen torngräshoppor. Inga underarter finns listade i Catalogue of Life.